# Sagalassa cryptopyrrhella
Sagalassa cryptopyrrhella is een vlinder uit de familie Brachodidae. De wetenschappelijke naam van de soort is voor het eerst geldig gepubliceerd in 1866 door Francis Walker.